# Битва на Соммі
Битва на Соммі (фр. Bataille de la Somme, нім. Schlacht an der Somme, англ. Battle of the Somme) — наступальна операція англо-французьких військ проти німецьких на Західному фронті Першої світової війни, на річці Сомма (Північна Франція). Відбувалася 1 липня — 18 листопада 1916 року в порядку реалізації спільного стратегічного плану Антанти на 1916 рік, який був узгоджений на 2-й (грудень 1915 року) і 3-й (березень 1916) міжсоюзницьких конференціях у Шантільї з метою забезпечення стратегічної взаємодії на різних театрах війни.

## Плани союзницьких військ

### Задум операції
Задум операції ґрунтувався на досвіді кампаній 1915 року та полягав у прямолінійному і методичному прориві оборони супротивника шляхом послідовного захоплення німецьких ліній оборони аж до виходу військ на оперативний простір. Артилерія мала прокладати шлях піхоті, а остання — просуватися розробленим графіком до «рубежів вирівнювання».

### Початковий план операції
Початковий план операції передбачав проведення наступу силами трьох французьких і двох англійських армій (64 дивізії) з проривом німецької оборони на фронті протяжністю у 70 км. Для забезпечення його успіху передбачалося залучити близько 50 % важкої артилерії і до 40 % авіації, що були у союзників до того часу на західноєвропейському фронті. Оскільки боєздатність англійських військ була ще недостатньо високою, основна роль у проведенні операції відводилася французьким арміям. Їхні 39 дивізій мали наступати на фронті протяжністю 45 км у напрямку Перону, Сен-Кантену, Лаону і знищити головне угруповання німців у районі Нуайон та р. Ени. Силами англійців передбачалося завдати удар на Бап, Камбре, Валансьєнн та відтіснити супротивника у районі Арраса та р. Лис.
Але важка перемога у Верденській битві, яка дісталася ціною великих втрат, змусила французьке командування внести у план операції значні зміни. Кількість залучених до неї французьких дивізій зменшувалася на 25, а ділянка їх прориву скорочувався у 3 рази (до 15 км). Основні зусилля тепер покладалися на англійців.

### Остаточний варіант плану
Відповідно до нового варіанту плану, головний удар завдавала 4-та англійська армія генерала Роулінсона. Вона мала прорвати оборону німців на фронті у 25 км і, наступаючи у напрямку Бапом-Валансьєн, розбити їх . Підтримка її дій із заходу покладалося на 3-тю англійську армію генерала Е. Алленбі. 6-та французька армія генерала Файоля повинна прорвати оборону супротивника на обидвох сторонах р. Сомми.
Після виходу на оперативний простір передбачалося введення у бій кавалерійських дивізій обох союзних армій, а також, для розгрому німців у районі Нуайон, підключення 10-ї французької армії генерала Мішле.
Таким чином, у остаточному варіанті прорив передбачалося здійснити силами двох армій (4-ї британської та 6-ї французької), які до початку операції мали у своєму складі: 32 піхотних та 6 кавалерійських дивізій, 2189 гармат, 1160 мінометів і 350 літаків.
Незважаючи на майже подвійне скорочення сил і засобів, що спочатку призначалися для наступу, і значне звуження ділянки прориву (до 40 км), далекосяжність мети операції не зазнала змін. Вона, як і було передбачено раніше, мала проводитися у двох напрямках, які розходяться, що свідчило про наявність у союзників розбіжностей у поглядах на її цілі.

### Недоліки плану
Проведення операції ускладнювалося важкістю організації взаємодії військ, які повинні були діяти за розбіжним напрямами (французи-на схід, англійці-на північ), а також несприятливими для наступу умовами на горбистій місцевості. Велика кількість лісів і ярів, звивиста і болотиста Сомма сковували маневр і ускладнювали керування атакуючими з'єднаннями. Проте французи розраховували, що наступ на стику з англійцями дозволить їм підштовхувати останніх «діяти із бажаною енергією», а перевага над супротивником в силах і засобах забезпечать подолання негативного географічного чинника і успіх операції.

## Позиції оборони німців
На смузі, наміченої союзниками для прориву, оборонялася 2-га німецька армія генерала фон Белова. Її оборона зміцнювалася близько двох років, і була глибоко ешелонована, і ретельно пристосована до місцевості. Вона складалася з трьох основних і однієї проміжної позиції. Перша позиція прикривалася з фронту двома смугами дротяних загороджень, мала глибину до 1 км і включала три лінії суцільних траншей, систему опорних пунктів, розвинену мережу ходів сполучення і укриттів, у тому числі і з бетону. Друга позиція також мала 1-2 лінії траншей і систему опорних пунктів. Між першою і другою позиціями проходила проміжна позиція. Остання позиція була підготовлена лише на окремих найбільш важливих напрямках (за північним берегом Сомми і вздовж шосе Альбер-Бапом). Загальна глибина оборони досягала 7-8 км. Піхотна дивізія оборонялася на ділянці від 4 до 8 км. Оборона дивізій і корпусів будувалася на міцному утриманні першої позиції за допомогою вогню, контратак і контрударів з глибини. Корпусні резерви 2-ї німецької армії розміщувалися у районі третьої позиції.

## Підготовка операції

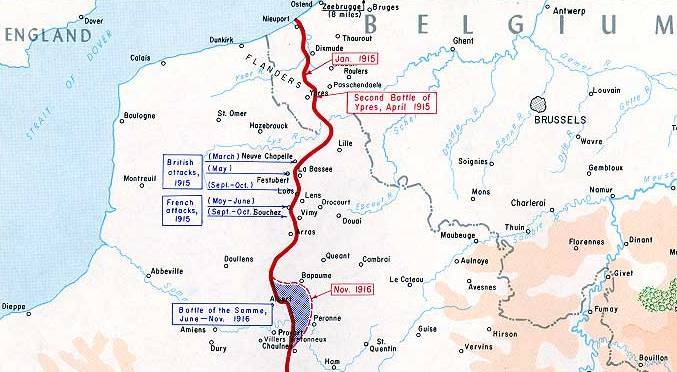
загальний вигляд фронту в районі р. Сомма напередодні битви

Всього в смузі наступу англійців та французів до початку операції знаходилося вісім німецьких дивізій, 672 гармати, 300 мінометів і 114 літаків. Союзники перевершували німців у піхоті більш ніж у 4,6, в артилерії-в 2,7 і в авіації майже в 3 рази. Свій наступ вони готували близько п'яти місяців з небаченим до цього розмахом. На смузі наступу від тилу до фронту було прокладено до 250 км звичайних і 500 км вузькоколійних залізничних колій, обладнано 6 аеродромів, споруджено 150 бетонованих майданчиків для артилерії особливої потужності, побудована водопровідна мережа, розгорнуто 13 евакогоспіталів. Французи заготовили до 6 млн 75-мм снарядів і 2 млн снарядів для важкої артилерії. Загальні запаси снарядів для траншейних мінометів склали 400 тисяч.
Ретельною була і тактична підготовка. Призначені для участі в операції війська були підготовані у спеціальних навчальних таборах. Вони навчалися веденню методичної атаки, відпрацьовували прийоми ближнього бою, порядок взаємодії.
Німецький генеральний штаб знав про підготовку операції, проте зменшував можливості союзників по її проведення. Його начальник, генерал Е. Фалькенгайн, вважав, що англійці не здатні самі вести великий наступ, а французи так виснажені під Верденом, що не зможуть взяти в ньому активну участь.
Артилерійська підготовка операції розпочалася 24 червня і тривала 7 днів. Вона була надзвичайно потужною і мала характер послідовної руйнації німецької оборони на всю глибину впливу артилерійського вогню. Тільки французька артилерія витратила за цей час 2,5 млн снарядів, для перевезення яких було використано 37 товарних поїздів по 30 вагонів у кожному. Німецьке командування розпочало спішно посилювати 2-гу армію піхотою (3 дивізії) і важкою артилерією (30 батарей), але змінити ситуацію на свою користь вже не змогло.

## Хід битви

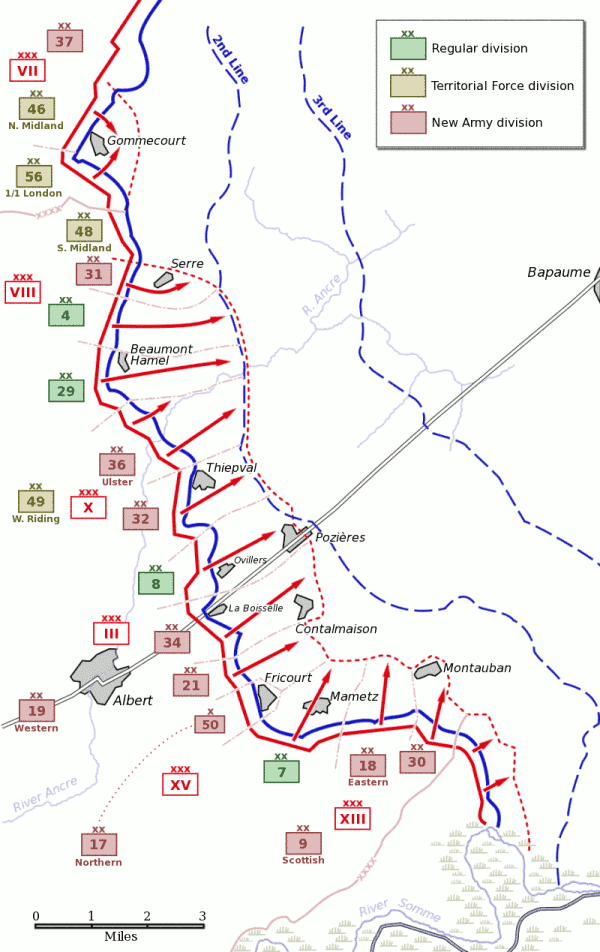
План атаки британської піхоти 1-го липня

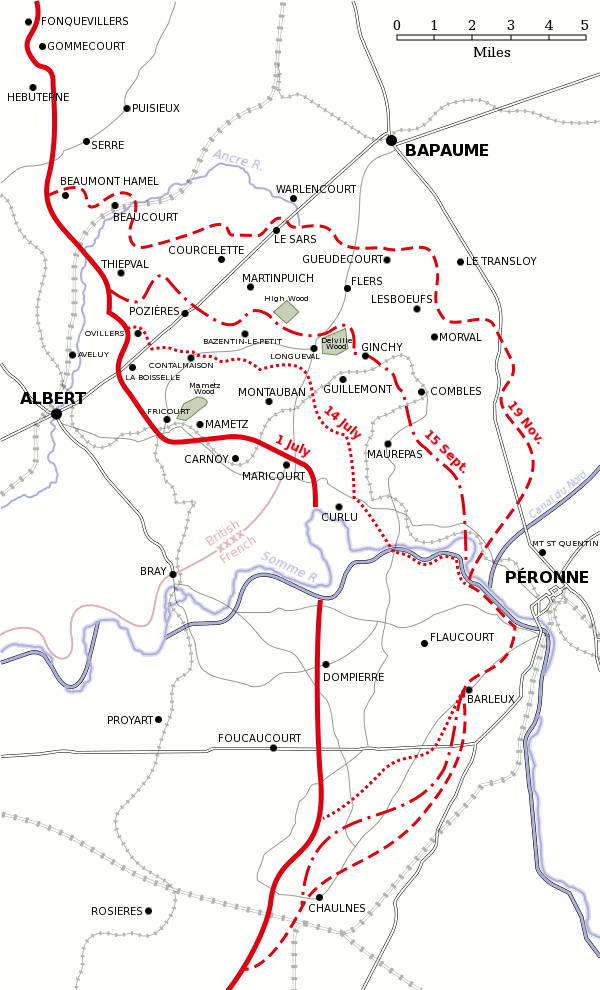
Хід битви на Соммі між 1 липня та 18 листопада

Вранці 1 липня союзницькі війська почали наступ. Французька піхота рухалася за вогневим валом своєї артилерії. Англійці атакували за сприяння вогню батарей по окремим цілям. Втрати, завдані німцям артилерійським вогнем, були великими, але успіх атаки союзників на південь і на північ від Сомми виявився неоднаковий. 4-та англійська армія тільки двома правофланговими корпусами змогла вклинитися у німецьку оборону і зайняти її першу позицію. Атака інших трьох її корпусів і одного корпусу 3-ї армії була відкинута з величезними втратами, оскільки вона не була раптовою і велася у щільних бойових порядках. 2 липня англійський головнокомандувач, генерал Хейг, вніс корективи у план наступу, обмеживши його фронт трьома корпусами.

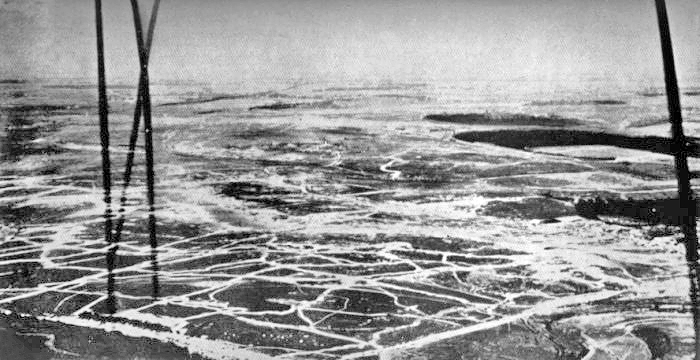
Фото з бою на Соммі, взяті з британської повітряної кулі у липні 1916 року біля Бекур

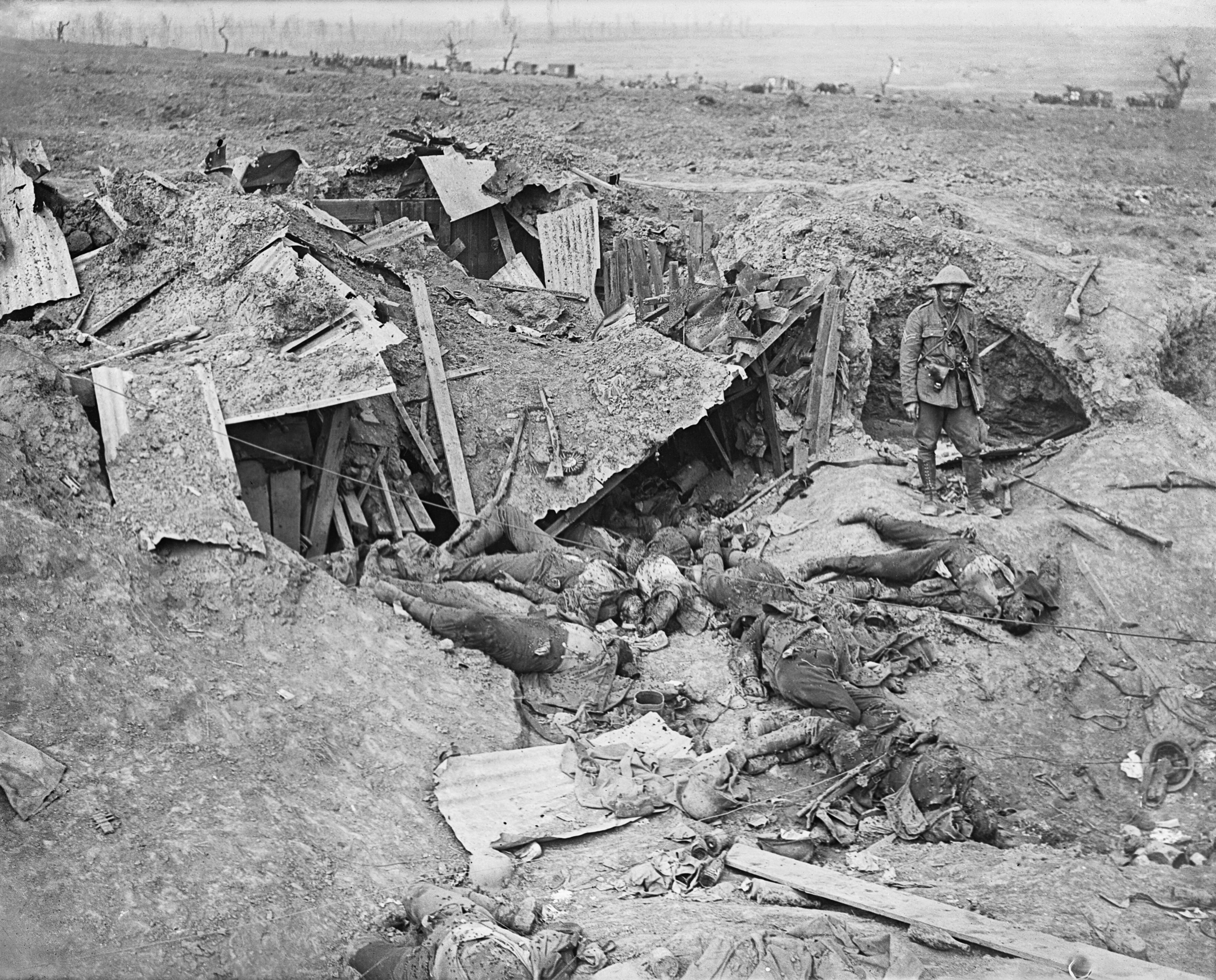
Зруйновані німецькі траншеї

Два інших корпуси були перепідпорядковані штабу резервної армії генерала Гафа і отримали пасивнооборонне завдання. 3 липня англійці почали бої за проміжну позицію.
На смузі 6-ї французької армії, де німці не чекали атаки, успіх був більш значним. На південь від Сомми два корпуси цієї армії за два дні боїв взяли дві дуже укріплені позиції і ряд населених пунктів. На північ від Сомми, на стику з англійцями, 20-й корпус французів за дві години захопив першу позицію, але потім, пов'язаний графіком атаки з армією Роулінсона, через її невдачу припинив наступ. Цією паузою скористалося німецьке командування. За 4-5 липня армія фон Бюлова отримала ще п'ять свіжих дивізій, які замінили розгромлені з'єднання і організували новий рубіж оборони. Спроби союзників розвинути тактичний успіх виявилися запізнілими. Наступ припинився.
До 8-9 липня склад 2-ї німецької армії зріс ще на 11 дивізій і 42 батарей (у тому числі 27 важких). Перевага союзників у силах скоротилася з 3,8 до 1,6 разів, і опір німців зріс. Операція прийняла затяжний характер, боротьба пішла на виснаження. Союзники проводили численні розрізнені атаки з метою поліпшення становища своїх армій і розширення прориву в сторони флангів і в глибину. Німці, нарощуючи опір, потужними контратаками резервів ліквідували або локалізували їх локальні успіхи. 19 липня вони реорганізували угруповання, розділивши свою 2-гу армію на дві: 1-шу — генерала фон Бюлова, що об'єднала дії дивізій на північ від Сомми, і 2-гу — генерала Гальвіца, яка діяла на південь від Сомми. За два місяці боїв англійці втратили близько 200 тисяч, французи — понад 80 тисяч, а німці — понад 200 тисяч чоловік і змушені були відмовитися від наступу біля Вердену. 29 Серпня Фалькенгайн був знятий зі своєї посади. Начальником німецького генерального штабу став Гінденбург.
У вересні-жовтні операція на Соммі набула ще більш широкого розмаху. З боку англійців до неї була залучена резервна (згодом 5-та) армія генерала Гофа і новий засіб боротьби — танки, французи ввели у бій 10-ту армію генерала Мішле. Дії союзників набули більш узгодженого характеру. 3 вересня вони зробили об'єднану атаку силами чотирьох армій (58 дивізій) для захоплення висот між річками Сомма і Анкра. До цього часу німці зміцнили оборону у глибину і збільшили своє угруповання до 40 дивізій. Також була додана ще одна армія (6-та). Нову групу армій очолив кронпринц Баварський Руппрехт.
Нова серія атак принесла успіх англійцям і французам. До 12 вересня вони досягли третьої позиції німців, а на смузі 6-ї французької армії прорвали її. Однак розвинути успіх було нічим. Французька піхота до цього часу вже виснажена. 13 вересня німці закрили прогалину і не дозволили союзникам вийти на оперативний простір.

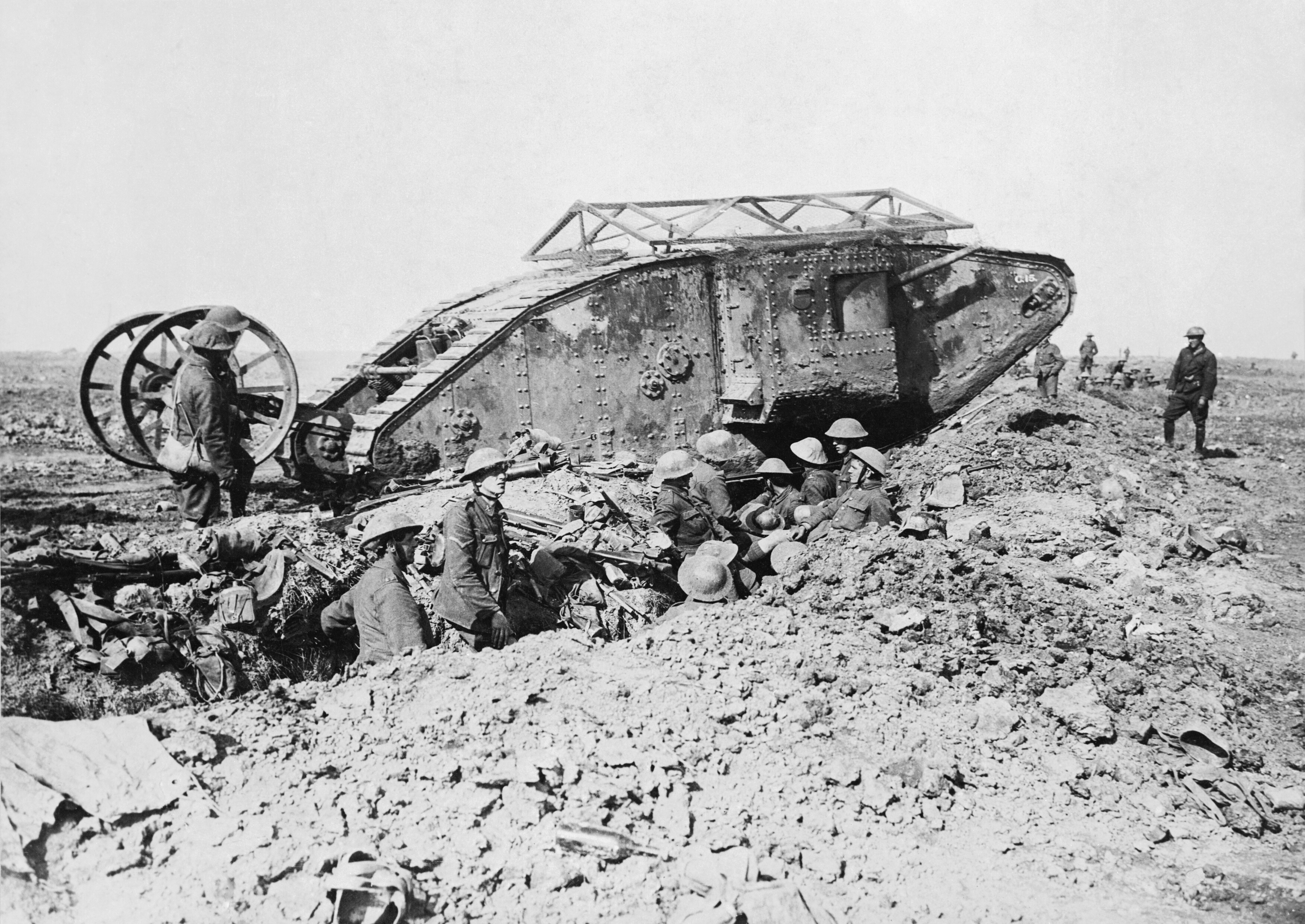
Британський танк Mark I, 25 вересня 1916 року. Фото Ернеста Брукс.

15 вересня англійці провели велику атаку, вперше застосувавши танки. Танки були ще недосконалі, тихохідні і громіздкі, а їхні екіпажі — слабко підготовлені. З 49 машин, що пішли у нічний марш до фронту, на початкове положення висунулося 32, а у підтримці атаки піхоти взяло участь лише 18. Але й цієї їх кількості виявилося достатньо, щоб вплинути на хід бойових дій. За допомогою танків англійці на фронті вздовжки 10 км за п'ять годин просунулися вперед на 4-5 км. Психологічну атмосферу атаки із застосуванням танків відтворив у своєму вірші «Атака» англійський поет, учасник першої світової війни, Зігфрід Сессун:
Масивний, сіро-димчастий міраж -
Такий в кривавому світанку гірський кряж.
Небезпечно посічений скелястий схил,
Куди потрапив на мапі олівець,
Куди за танком танк, носами в рів.
Прямим наведенням б'ють, створивши заслін.
зброї всіх мастей навантажена,
На дріт, в гарматний рев,
Піхота пре вперед.
На обличчях відображено лише розгубленість.
Біжи на смерть, поспішай на смерть, на смерть повзи ...
Гуркотить пульс, скрегоче сталь, у бруді
Англійська поезія в російських перекладах. XX століття, Зігфрід Сассун
Останні дні Вересня ознаменували нову спільну атаку англійців та французів. У результаті боїв 25-27 жовтня вони нарешті оволоділи пануючими над місцевістю висотами між Сомма і Анкром, але це був останній їхній значний успіх. Остаточно прорвати оборону німців і перейти до маневреної війні їм так і не вдалося. У жовтні був ще ряд локальних атак, а в середині листопада, через виснаження ресурсів і погану погоду, бойові дії були припинені.

## Підсумки
Операція на Соммі тривала чотири з половиною місяці і була однією з найбільших у ході всієї війни. З обох сторін у ній брало участь 150 дивізій, близько 10 тисяч гармат, 1 тисяча літаків і багато іншої техніки. Союзникам не вдалося здобути перемоги над німецькими військами, прорвати їхній фронт. Вони лише проривали німецьку оборону на фронті протяжністю 35 км і в глибину до 10 км. Ціною величезних втрат була відвойована територія у 240 км². Французи втратили 341 тисячу, англійці — 453 тисячі, німці — 538 тисяч осіб убитими, пораненими і полоненими. У деяких джерелах називаються інші цифри цих втрат, але вони не набагато відрізняються від наведених.
Битва на Соммі показала повну військову і економічну перевагу Антанти. У ході цієї операції, а також пов'язаного з нею наступу російського Південно-Західного фронту, союзники вирвали в Німеччини стратегічну ініціативу. Битва виявилася передвісником остаточної поразки Другого райху у війні. Однак ця операція союзників розкрила недоліки тактики прориву позиційного фронту за допомогою удару в одному місці і методичних атак. Своєчасна відмова від цієї тактики Брусилова, при підготовці наступальної операції Південно-Західного фронту, принесла йому тимчасовий успіх. Англійці і французи, що почали свою операцію на 26 днів пізніше російських військ, не зуміли скористатися їхнім досвідом задля переконливішого успіху.

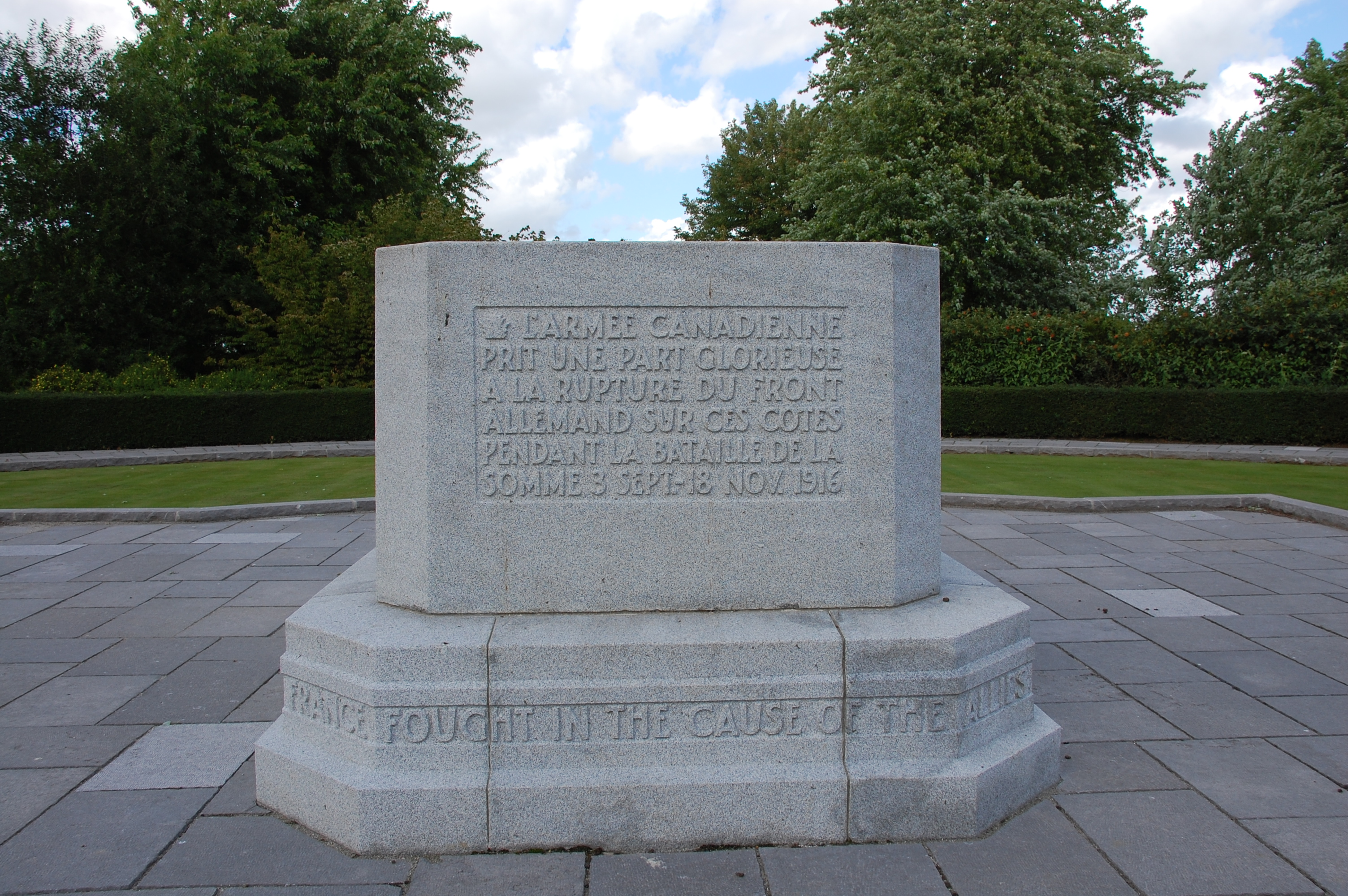
Меморіал загиблим у битві на Соммі.
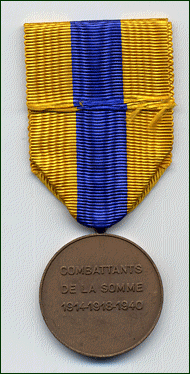
Пам'ятна відзнака за битву на Соммі.